# Stations de mesures de la Creuse (affluent de la Vienne)
La Creuse est un cours d'eau français, qui coule dans les départements de la Creuse, de l'Indre, d'Indre-et-Loire et de la Vienne, en régions Centre-Val de Loire et Nouvelle-Aquitaine. Treize stations sont réparties tout au long de son parcours.

## Felletin
Établie à 510 m d'altitude, la station de mesure est située dans la commune de Felletin (Creuse). Elle fut mise en service le 1er janvier 1920 à 12h00. 
C'est une station de type « station à une échelle » et son statut est « station avec signification hydrologique ». Son bassin-versant topographique représente 194,08 km2.
Les tableaux ci-dessous resence les dix plus grosse crues qu'ai connu la station :
| Date             | Heure   | Hauteurs (m) |
| ---------------- | ------- | ------------ |
| 19 janvier 1998  | 10 h 57 | 1,913        |
| 6 janvier 1994   | 19 h 00 | 1,870        |
| 14 janvier 2004  | 1 h 46  | 1,862        |
| 3 mars 2007      | 7 h 29  | 1,824        |
| 26 avril 1998    | 11 h 39 | 1,799        |
| 6 janvier 2018   | 21 h 40 | 1,759        |
| 5 juillet 2001   | 23 h 59 | 1,758        |
| 16 décembre 2011 | 15 h 40 | 1,737        |
| 16 juin 2010     | 17 h 00 | 1,639        |
| 29 mars 2001     | 8 h 30  | 1,625        |

| Date               | Heure   | Débits (m3/s) |
| ------------------ | ------- | ------------- |
| 1er juin 1977      | 00 h 00 | 39            |
| 1er décembre 1976  | 00 h 00 | 37,8          |
| 19 janvier 1998    | 10 h 57 | 37,4          |
| 1er septembre 1993 | 00 h 00 | 36,8          |
| 1er février 1988   | 00 h 00 | 36,7          |
| 6 janvier 1994     | 19 h 00 | 36,5          |
| 14 janvier 2004    | 1 h 46  | 36,1          |
| 1er mars 1988      | 00 h 00 | 35,3          |
| 1er janvier 1982   | 00 h 00 | 35            |
| 3 mars 2007        | 7 h 29  | 35            |

## Aubusson
Établie à 438 m d'altitude, la station de mesure est située dans la commune de Aubusson (Creuse). Elle fut mise en service le 8 septembre 2009 à 12h00. 
C'est une station de type « station à une échelle » et son statut est « station avec signification hydrologique ». Son bassin-versant topographique représente 400,19 km2.
Les tableaux ci-dessous resence les dix plus grosse crues qu'ai connu la station :
| Date             | Heure   | Hauteurs (m) |
| ---------------- | ------- | ------------ |
| 16 juin 2010     | 18 h 40 | 2,369        |
| 6 janvier 2018   | 18 h 40 | 2,301        |
| 16 décembre 2011 | 17 h 00 | 2,071        |
| 22 décembre 2019 | 8 h 40  | 2,013        |
| 5 novembre 2023  | 8 h 10  | 1,901        |
| 6 mars 2017      | 13 h 30 | 1,885        |
| 9 février 2016   | 17 h 20 | 1,831        |
| 7 février 2021   | 1 h 30  | 1,825        |
| 14 juillet 2021  | 10 h 00 | 1,804        |
| 13 février 2014  | 11 h 30 | 1,789        |

| Date             | Heure   | Débits (m3/s) |
| ---------------- | ------- | ------------- |
| 16 juin 2010     | 18 h 40 | 62,4          |
| 6 janvier 2018   | 18 h 40 | 60,7          |
| 16 décembre 2011 | 17 h 00 | 47,8          |
| 22 décembre 2019 | 8 h 40  | 46,8          |
| 5 novembre 2023  | 8 h 10  | 41,3          |
| 6 mars 2017      | 13 h 30 | 40,5          |
| 9 février 2016   | 17 h 20 | 37,9          |
| 7 février 2021   | 1 h 30  | 37,6          |
| 14 juillet 2021  | 10 h 00 | 36,6          |
| 13 février 2014  | 11 h 30 | 35,3          |

## Glénic
Établie à 310 m d'altitude, la station de mesure est située dans la commune de Glénic (Creuse). Elle fut mis en service le 1er février 1993 à 12h00. 
C'est une station de type « station à une échelle » et son statut est « station avec signification hydrologique ». Son bassin-versant topographique représente 946,92 km2.
Les tableaux ci-dessous resence les dix plus grosse crues qu'ai connu la station :
| Date             | Heure   | Hauteurs (m) |
| ---------------- | ------- | ------------ |
| 6 juillet 2001   | 7 h 49  | 3,014        |
| 28 décembre 1999 | 8 h 15  | 2,901        |
| 4 février 2003   | 8 h 59  | 2,792        |
| 4 mars 2006      | 20 h 59 | 2,769        |
| 27 avril 1998    | 9 h 40  | 2,720        |
| 7 janvier 1994   | 3 h 55  | 2,650        |
| 2 mars 2007      | 9 h 19  | 2,640        |
| 27 mai 2008      | 21 h 25 | 2,628        |
| 13 janvier 2004  | 22 h 55 | 2,534        |
| 30 avril 2001    | 23 h 59 | 2,524        |

| Date             | Heure   | Débits (m3/s) |
| ---------------- | ------- | ------------- |
| 6 juillet 2001   | 7 h 49  | 247           |
| 28 décembre 1999 | 8 h 15  | 227           |
| 4 février 2003   | 8 h 59  | 204           |
| 1er mai 2001     | 00 h 00 | 200           |
| 4 mars 2006      | 20 h 59 | 200           |
| 27 avril 1998    | 9 h 40  | 192           |
| 2 mars 2007      | 9 h 19  | 177           |
| 27 mai 2008      | 21 h 25 | 175           |
| 7 janvier 1994   | 3 h 55  | 171           |
| 13 janvier 2004  | 22 h 55 | 159           |

## Fresselines
Établie à 212 m d'altitude, la station de mesure est située dans la commune de Fresselines (Creuse). Elle fut mis en service le 1er janvier 1926 à 12h00. 
C'est une station de type « station à une échelle » et son statut est « station avec signification hydrologique ». Son bassin-versant topographique représente 1 233,96 km2.
Les tableaux ci-dessous resence les dix plus grosse crues qu'ai connu la station :
| Date             | Heure   | Hauteurs (m) |
| ---------------- | ------- | ------------ |
| 27 mai 2008      | 18 h 25 | 3,273        |
| 4 mars 2006      | 20 h 50 | 2,866        |
| 28 décembre 1999 | 10 h 05 | 2,858        |
| 1er mai 2001     | 7 h 54  | 2,711        |
| 4 février 2003   | 13 h 18 | 2,675        |
| 6 juillet 2001   | 12 h 39 | 2,667        |
| 6 janvier 1994   | 5 h 54  | 2,490        |
| 30 avril 2001    | 23 h 54 | 2,483        |
| 13 janvier 2004  | 22 h 13 | 2,479        |
| 2 mars 2007      | 14 h 17 | 2,475        |

| Date              | Heure   | Débits (m3/s) |
| ----------------- | ------- | ------------- |
| 1er janvier 1982  | 00 h 00 | 275           |
| 1er janvier 1962  | 00 h 00 | 247           |
| 1er février 1990  | 00 h 00 | 220           |
| 28 décembre 1999  | 10 h 05 | 220           |
| 4 mars 2006       | 20 h 50 | 211           |
| 1er mai 2001      | 7 h 54  | 205           |
| 6 juillet 2001    | 12 h 39 | 200           |
| 1er janvier 1968  | 00 h 00 | 192           |
| 1er décembre 1982 | 00 h 00 | 192           |
| 4 février 2003    | 13 h 18 | 191           |

## Gargilesse-Dampierre
Établie à 120 m d'altitude, la station de mesure est située dans la commune de Gargilesse-Dampierre (Indre). Elle fut mis en service le 27 janvier 2006 à 00h00. 
C'est une station de type « station à une échelle » et son statut est « station avec signification hydrologique ». Son bassin-versant topographique représente 2 569,81 km2.

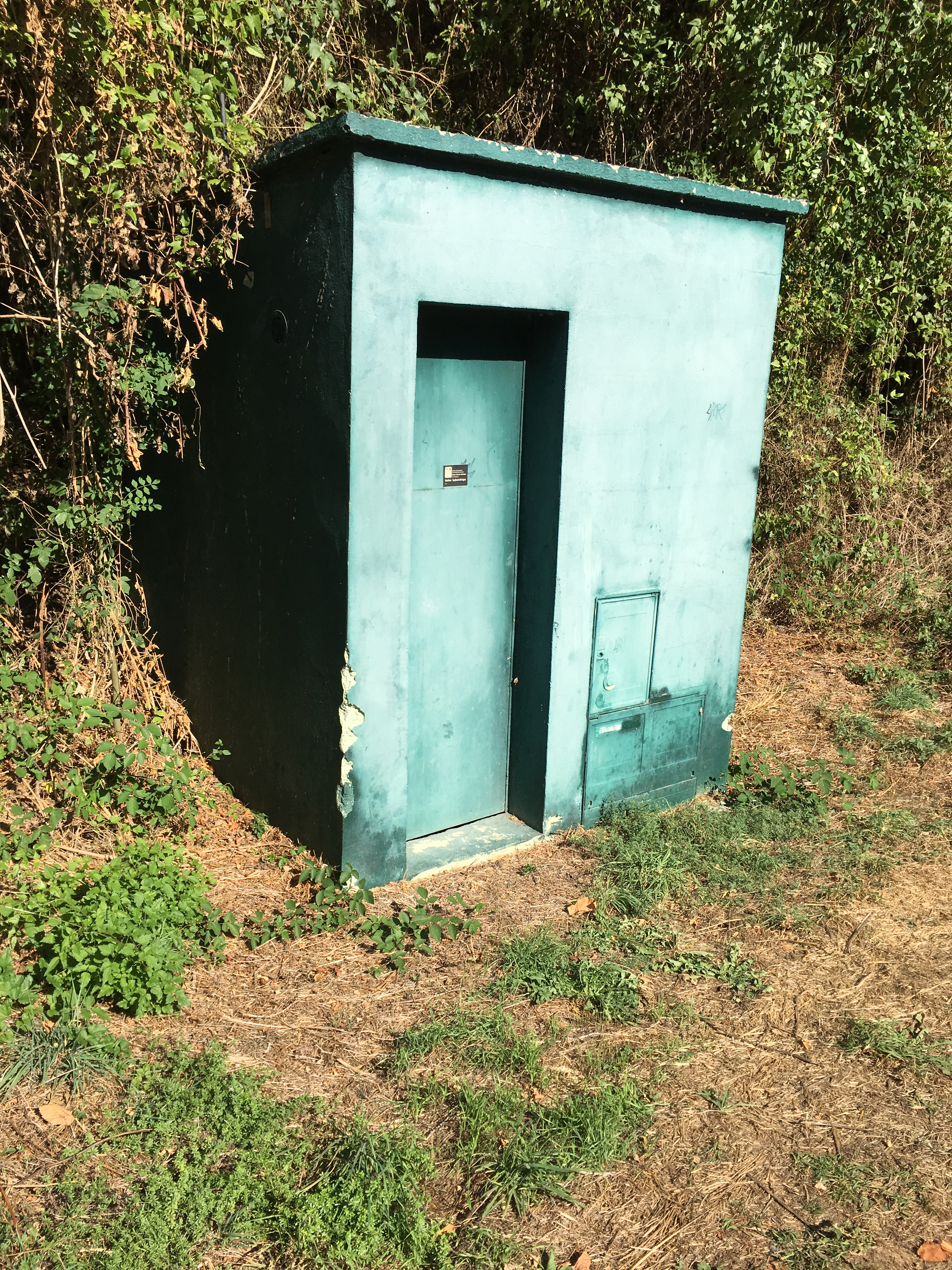

Les tableaux ci-dessous resence les dix plus grosse crues qu'ai connu la station :
| Date            | Heure   | Hauteurs (m) |
| --------------- | ------- | ------------ |
| 27 mai 2008     | 19 h 10 | 3,460        |
| 4 mars 2006     | 17 h 52 | 2,770        |
| 21 avril 2008   | 12 h 40 | 2,310        |
| 2 mars 2007     | 11 h 00 | 2,180        |
| 26 février 2015 | 13 h 20 | 1,932        |
| 4 mai 2015      | 1 h 30  | 1,674        |
| 7 janvier 2018  | 4 h 00  | 1,651        |
| 31 mai 2016     | 14 h 20 | 1,462        |
| 1er juin 2016   | 10 h 10 | 1,326        |
| 2 février 2021  | 12 h 30 | 1,169        |

## Argenton-sur-Creuse
Établie à 100 m d'altitude, la station de mesure est située dans la commune d'Argenton-sur-Creuse (Indre). Elle fut mis en service le 1er janvier 2005 à 00h00. 
C'est une station de type « station à une échelle » et son statut est « station avec signification hydrologique ». Son bassin-versant topographique représente 2 636,08 km2.
Les tableaux ci-dessous resence les dix plus grosse crues qu'ai connu la station :
| Date             | Heure   | Hauteurs (m) |
| ---------------- | ------- | ------------ |
| 27 mai 2008      | 23 h 00 | 4,687        |
| 4 mars 2006      | 20 h 50 | 4,124        |
| 21 avril 2008    | 14 h 10 | 3,523        |
| 2 mars 2007      | 17 h 20 | 3,438        |
| 7 janvier 2018   | 5 h 20  | 2,895        |
| 31 mai 2016      | 15 h 50 | 2,838        |
| 1er juin 2016    | 11 h 10 | 2,549        |
| 3 février 2021   | 11 h 50 | 2,379        |
| 17 décembre 2011 | 10 h 00 | 2,357        |
| 14 novembre 2023 | 18 h 20 | 2,315        |

| Date             | Heure   | Débits (m3/s) |
| ---------------- | ------- | ------------- |
| 27 mai 2008      | 23 h 00 | 613           |
| 4 mars 2006      | 20 h 50 | 514           |
| 21 avril 2008    | 14 h 10 | 413           |
| 2 mars 2007      | 17 h 20 | 400           |
| 7 janvier 2018   | 5 h 20  | 314           |
| 31 mai 2016      | 15 h 50 | 305           |
| 1er juin 2016    | 11 h 10 | 260           |
| 3 février 2021   | 11 h 50 | 232           |
| 17 décembre 2011 | 10 h 00 | 230           |
| 14 novembre 2023 | 18 h 20 | 214           |

## Saint-Gaultier
Établie à 93 m d'altitude, la station de mesure est située dans la commune de Saint-Gaultier (Indre). Elle fut mis en service le 19 février 2006 à 00h00. 
C'est une station de type « station à une échelle » et son statut est « station avec signification hydrologique ». Son bassin-versant topographique représente 3 260,31 km2.
Les tableaux ci-dessous resence les dix plus grosse crues qu'ai connu la station :
| Date             | Heure   | Hauteurs (m) |
| ---------------- | ------- | ------------ |
| 28 mai 2008      | 2 h 40  | 3,355        |
| 5 mars 2006      | 12 h 40 | 3,045        |
| 2 mars 2007      | 19 h 50 | 2,843        |
| 21 avril 2008    | 15 h 30 | 2,302        |
| 31 mai 2016      | 19 h 00 | 2,090        |
| 20 octobre 2013  | 16 h 00 | 1,923        |
| 1er juin 2016    | 15 h 20 | 1,895        |
| 7 janvier 2018   | 6 h 50  | 1,807        |
| 28 janvier 2013  | 21 h 00 | 1,626        |
| 17 décembre 2011 | 4 h 00  | 1,305        |

| Date             | Heure   | Débits (m3/s) |
| ---------------- | ------- | ------------- |
| 3 février 2021   | 13 h 00 | 266           |
| 29 décembre 2021 | 17 h 00 | 226           |
| 14 novembre 2023 | 19 h 55 | 222           |
| 14 juillet 2021  | 19 h 00 | 212           |
| 13 décembre 2023 | 12 h 05 | 212           |
| 3 mai 2020       | 12 h 50 | 198           |
| 29 décembre 2020 | 3 h 20  | 195           |
| 29 janvier 2021  | 3 h 10  | 193           |
| 6 mars 2020      | 11 h 00 | 164           |
| 24 décembre 2019 | 12 h 40 | 140           |

## Scoury
Établie à 90 m d'altitude, la station de mesure est située dans la commune de Ciron (Indre), au lieu-dit Scoury. Elle fut mis en service le 1er août 1970 à 12h00. 
C'est une station de type « station à une échelle » et son statut est « station avec signification hydrologique ». Son bassin-versant topographique représente 3 333,96 km2.
Les tableaux ci-dessous resence les dix plus grosse crues qu'ai connu la station :
| Date             | Heure   | Hauteurs (m) |
| ---------------- | ------- | ------------ |
| 18 décembre 1982 | 13 h 30 | 5,699        |
| 7 janvier 1982   | 13 h 49 | 5,605        |
| 16 mars 1979     | 4 h 17  | 5,505        |
| 28 mai 2008      | 7 h 20  | 5,491        |
| 15 février 1990  | 16 h 38 | 5,477        |
| 13 mai 1981      | 13 h 21 | 5,340        |
| 28 mai 1977      | 8 h 16  | 5,230        |
| 19 mars 1988     | 8 h 47  | 5,215        |
| 2 mai 2001       | 2 h 09  | 5,174        |
| 5 mars 2006      | 16 h 03 | 5,102        |

| Date              | Heure   | Débits (m3/s) |
| ----------------- | ------- | ------------- |
| 1er mars 1979     | 00 h 00 | 631           |
| 1er mai 1977      | 00 h 00 | 600           |
| 1er décembre 1982 | 00 h 00 | 590           |
| 1er janvier 1982  | 00 h 00 | 580           |
| 28 mai 2008       | 7 h 20  | 562           |
| 1er février 1990  | 00 h 00 | 555           |
| 1er mai 1981      | 00 h 00 | 540           |
| 1er janvier 1978  | 00 h 00 | 533           |
| 1er mars 1988     | 00 h 00 | 520           |
| 2 mai 2001        | 2 h 09  | 507           |

## Le Blanc
Établie à 74 m d'altitude, la station de mesure est située dans la commune du Blanc (Indre). Elle fut mis en service le 1er janvier 2005 à 00h00. 
C'est une station de type « station à une échelle » et son statut est « station avec signification hydrologique ». Son bassin-versant topographique représente 3 575,38 km2.
Les tableaux ci-dessous resence les dix plus grosse crues qu'ai connu la station :
| Date             | Heure   | Hauteurs (m) |
| ---------------- | ------- | ------------ |
| 28 mai 2008      | 14 h 20 | 3,140        |
| 5 mars 2006      | 21 h 20 | 3,077        |
| 3 mars 2007      | 6 h 50  | 2,841        |
| 1er juin 2016    | 4 h 40  | 2,444        |
| 31 mai 2016      | 23 h 59 | 2,355        |
| 21 avril 2008    | 23 h 10 | 2,270        |
| 7 janvier 2018   | 17 h 20 | 2,139        |
| 3 février 2013   | 10 h 40 | 1,854        |
| 3 février 2021   | 17 h 40 | 1,813        |
| 17 décembre 2011 | 6 h 20  | 1,812        |

| Date            | Heure   | Débits (m3/s) |
| --------------- | ------- | ------------- |
| 28 mai 2008     | 14 h 20 | 603           |
| 28 mai 2008     | 21 h 20 | 519           |
| 3 mars 2007     | 6 h 50  | 464           |
| 1er juin 2016   | 4 h 40  | 417           |
| 31 mai 2016     | 23 h 59 | 393           |
| 21 avril 2008   | 23 h 10 | 359           |
| 7 janvier 2018  | 17 h 20 | 341           |
| 3 février 2021  | 17 h 40 | 251           |
| 3 février 2013  | 10 h 40 | 248           |
| 14 juillet 2021 | 6 h 30  | 239           |

## Tournon-Saint-Martin
Établie à 64 m d'altitude, la station de mesure est située dans la commune de Tournon-Saint-Martin (Indre). Elle fut mis en service le 22 juin 2006 à 14h00. 
C'est une station de type « station à une échelle » et son statut est « station avec signification hydrologique ». Son bassin-versant topographique représente 3 645,01 km2.
Les tableaux ci-dessous resence les dix plus grosse crues qu'ai connu la station :
| Date             | Heure   | Hauteurs (m) |
| ---------------- | ------- | ------------ |
| 28 mai 2008      | 18 h 50 | 4,515        |
| 3 mars 2007      | 11 h 40 | 4,160        |
| 1er juin 2016    | 8 h 40  | 4,051        |
| 31 mai 2016      | 23 h 59 | 3,811        |
| 22 avril 2008    | 12 h 50 | 3,626        |
| 7 janvier 2018   | 21 h 50 | 3,471        |
| 14 juillet 2021  | 11 h 10 | 2,988        |
| 17 décembre 2011 | 9 h 20  | 2,888        |
| 3 février 2013   | 13 h 30 | 2,840        |
| 3 février 2021   | 20 h 20 | 2,823        |

| Date             | Heure   | Débits (m3/s) |
| ---------------- | ------- | ------------- |
| 28 mai 2008      | 18 h 50 | 758           |
| 1er juin 2016    | 8 h 40  | 634           |
| 31 mai 2016      | 23 h 59 | 567           |
| 22 avril 2008    | 12 h 50 | 523           |
| 7 janvier 2018   | 21 h 50 | 491           |
| 3 mars 2007      | 11 h 40 | 451           |
| 14 juillet 2021  | 11 h 10 | 375           |
| 14 juillet 2021  | 13 h 30 | 349           |
| 17 décembre 2011 | 9 h 20  | 339           |
| 3 février 2021   | 20 h 20 | 336           |

## La Roche-Posay
Établie à 55 m d'altitude, la station de mesure est située dans la commune de La Roche-Posay (Vienne). Elle fut mis en service le 1er mars 2006 à 00h00. 
C'est une station de type « station à une échelle » et son statut est « station avec signification hydrologique ». Son bassin-versant topographique représente 7 775,95 km2.
Les tableaux ci-dessous resence les dix plus grosse crues qu'ai connu la station :
| Date             | Heure   | Hauteurs (m) |
| ---------------- | ------- | ------------ |
| 3 mars 2007      | 2 h 44  | 5,627        |
| 1er juin 2016    | 23 h 20 | 5,563        |
| 22 avril 2008    | 17 h 40 | 4,520        |
| 15 juillet 2021  | 6 h 50  | 4,467        |
| 29 mai 2008      | 3 h 00  | 4,286        |
| 17 décembre 2011 | 13 h 50 | 4,091        |
| 3 février 2021   | 8 h 10  | 4,023        |
| 8 janvier 2018   | 2 h 30  | 3,996        |
| 31 mai 2016      | 23 h 59 | 3,977        |
| 3 février 2013   | 9 h 30  | 3,769        |

| Date             | Heure   | Débits (m3/s) |
| ---------------- | ------- | ------------- |
| 3 mars 2007      | 2 h 44  | 973           |
| 22 avril 2008    | 17 h 40 | 724           |
| 15 juillet 2021  | 6 h 50  | 719           |
| 17 décembre 2011 | 13 h 50 | 718           |
| 29 mai 2008      | 3 h 00  | 679           |
| 31 mai 2016      | 23 h 59 | 666           |
| 3 février 2013   | 9 h 30  | 651           |
| 3 février 2021   | 8 h 10  | 633           |
| 8 janvier 2018   | 2 h 30  | 620           |
| 15 février 2016  | 5 h 50  | 566           |

## Leugny
Établie à 48 m d'altitude, la station de mesure est située dans la commune de Leugny (Vienne). Elle fut mis en service le 1er janvier 1964 à 00h00. 
C'est une station de type « station à une échelle » et son statut est « station avec signification hydrologique ». Son bassin-versant topographique représente 7 996,09 km2.
Les tableaux ci-dessous resence les dix plus grosse crues qu'ai connu la station :
| Date             | Heure   | Hauteurs (m) |
| ---------------- | ------- | ------------ |
| 6 mars 2006      | 1 h 50  | 6,992        |
| 16 février 1990  | 10 h 53 | 6,714        |
| 3 mars 2007      | 9 h 50  | 6,400        |
| 2 juin 2016      | 3 h 50  | 6,378        |
| 29 décembre 1999 | 11 h 26 | 6,346        |
| 20 mars 1988     | 00 h 24 | 6,170        |
| 2 mai 2001       | 12 h 58 | 6,122        |
| 7 janvier 1994   | 9 h 42  | 5,990        |
| 17 mars 1979     | 5 h 51  | 5,967        |
| 25 janvier 1978  | 21 h 59 | 5,944        |

| Date             | Heure   | Débits (m3/s) |
| ---------------- | ------- | ------------- |
| 6 mars 2006      | 00 h 20 | 1 240         |
| 1er mai 1981     | 00 h 00 | 1 200         |
| 1er janvier 1982 | 00 h 00 | 1 200         |
| 16 février 1990  | 8 h 00  | 1 180         |
| 1er mars 1974    | 00 h 00 | 1 170         |
| 3 mars 2007      | 9 h 50  | 1 100         |
| 29 décembre 1999 | 11 h 26 | 1 090         |
| 1er juin 2016    | 23 h 50 | 1 070         |
| 20 mars 1988     | 00 h 24 | 1 040         |
| 2 mai 2001       | 12 h 58 | 1 030         |

### Observation de 1964 à 2008
Le débit de la Creuse a été observé sur une période de 45 ans (1964-2008), à Leugny, localité du département de la Vienne, située peu en amont de la commune de Descartes, donc un peu avant le confluent avec la Vienne. À cet endroit le bassin versant de la rivière est de 8 020 km2, sur un total de 10 279 km2, soit 78 % de sa totalité. La portion du bassin non couverte par les observations est constituée avant tout des sous-bassins de la Claise et de l'Esves.
Le module de la rivière à Leugny est de 76,7 m3/s. Compte tenu de ce qui précède, le débit de la Creuse à son débouché dans la Vienne est d'au moins 85 m3/s.
La Creuse présente des fluctuations saisonnières de débit moyennes, avec des hautes eaux d'hiver-printemps portant le débit mensuel moyen à un niveau de 105 à 150 m3/s, de décembre à avril inclus (maximum en février), et des basses eaux d'été de juillet à septembre, avec une baisse du débit moyen mensuel jusqu'au niveau de 21,1 m3 au mois d'août, niveau encore appréciable, il est vrai. Mais ces moyennes mensuelles cachent des oscillations périodiques plus importantes.
Le débit instantané maximal enregistré à la station de Leugny a été de 1 210 m3/s, le 6 mars 2006, tandis que la valeur journalière maximale avait été de 1 110 m3/s, le 16 février 1990. En comparant ces données avec l'échelle des QIX calculés de la rivière, il apparaît que la crue de mars 2006 n'avait rien d'exceptionnel et a une probabilité de se reproduire à peu près tous les quinze ou seize ans.
À titre de comparaison, le QIX 10 de la Marne à l'entrée de Paris vaut 510 m3/s, tandis que son QIX 50 est de 650 m3. Le QIX 10 comme le QIX 50 de la Creuse, rivière de moindre débit moyen, sont de plus du double de ceux de la Marne, alors que le bassin versant de cette dernière est nettement plus étendu. La même comparaison avec la Seine à Alfortville nous donne pour cette dernière un QIX 10 de 1 200 m3/s et un QIX 50 de 1 600 m3, soit des valeurs quasi égales, mais pour un bassin versant de la Seine d'une étendue presque quadruple (30 800 km2) de celle de la Creuse (voir l'article concernant le débit de la Seine à Paris).

## Descartes
Établie à 40 m d'altitude, la station de mesure est située dans la commune de Descartes (Indre-et-Loire). Elle fut mis en service le 23 novembre 2005 à 00h00. 
C'est une station de type « station à une échelle » et son statut est « station avec signification hydrologique ». Son bassin-versant topographique représente 9 246,51 km2.
Les tableaux ci-dessous resence les dix plus grosse crues qu'ai connu la station :
| Date             | Heure   | Hauteurs (m) |
| ---------------- | ------- | ------------ |
| 6 mars 2006      | 3 h 20  | 6,484        |
| 3 mars 2007      | 10 h 10 | 6,126        |
| 2 juin 2016      | 5 h 50  | 6,079        |
| 22 avril 2008    | 19 h 40 | 4,570        |
| 29 mai 2008      | 8 h 10  | 4,468        |
| 15 juillet 2021  | 12 h 00 | 4,303        |
| 3 février 2021   | 13 h 10 | 4,130        |
| 17 décembre 2011 | 17 h 00 | 4,094        |
| 31 mai 2016      | 23 h 59 | 4,005        |
| 25 juillet 2019  | 9 h 43  | 3,958        |